# نبرد سومنات
نبرد سومنات در سال ۱۰۲۶ میلادی، پانزدهمین لشکرکشی نظامی توسط سلطان محمود غزنوی، فرمانروای امپراتوری غزنوی، علیه سلسله چاولوکیا در گجرات هند بود. در پی این نبرد سرنوشت‌ساز، سلطان محمود غزنوی مناطق استراتژیکی را تصرف کرد و غنایمی بسیار از معبد سومنات به‌دست آورد. سلطان محمود غزنوی از آنجا که می‌دانست بُت خانه سومنات گنجینهٔ زر و سیم و جواهرات است پس از سه روز نبرد، بُت خانه را گشود  و خود با گرزی که در دست داشت بت اعظم را که از سنگ بود و در حدود ۵ متر طول داشت درهم شکست. و برای اعلام این پیروزی به همگان بخش هایی از آن ثروت را به غزنه، بغداد و مکه فرستاد و خود در ۱۰ صفر ۴۱۷ ه‍.ق به پایتخت بازگشت. قیمت این اشیا را که به‌دست محمود غزنوی غنیمت گرفته شد در آن روزگار ۲۰ میلیون دینار نوشته‌اند. در جنگ سومنات بیش از ۹۰ هزار نفر از هندیان به قتل رسیدند.